# Moschee Al-Shems

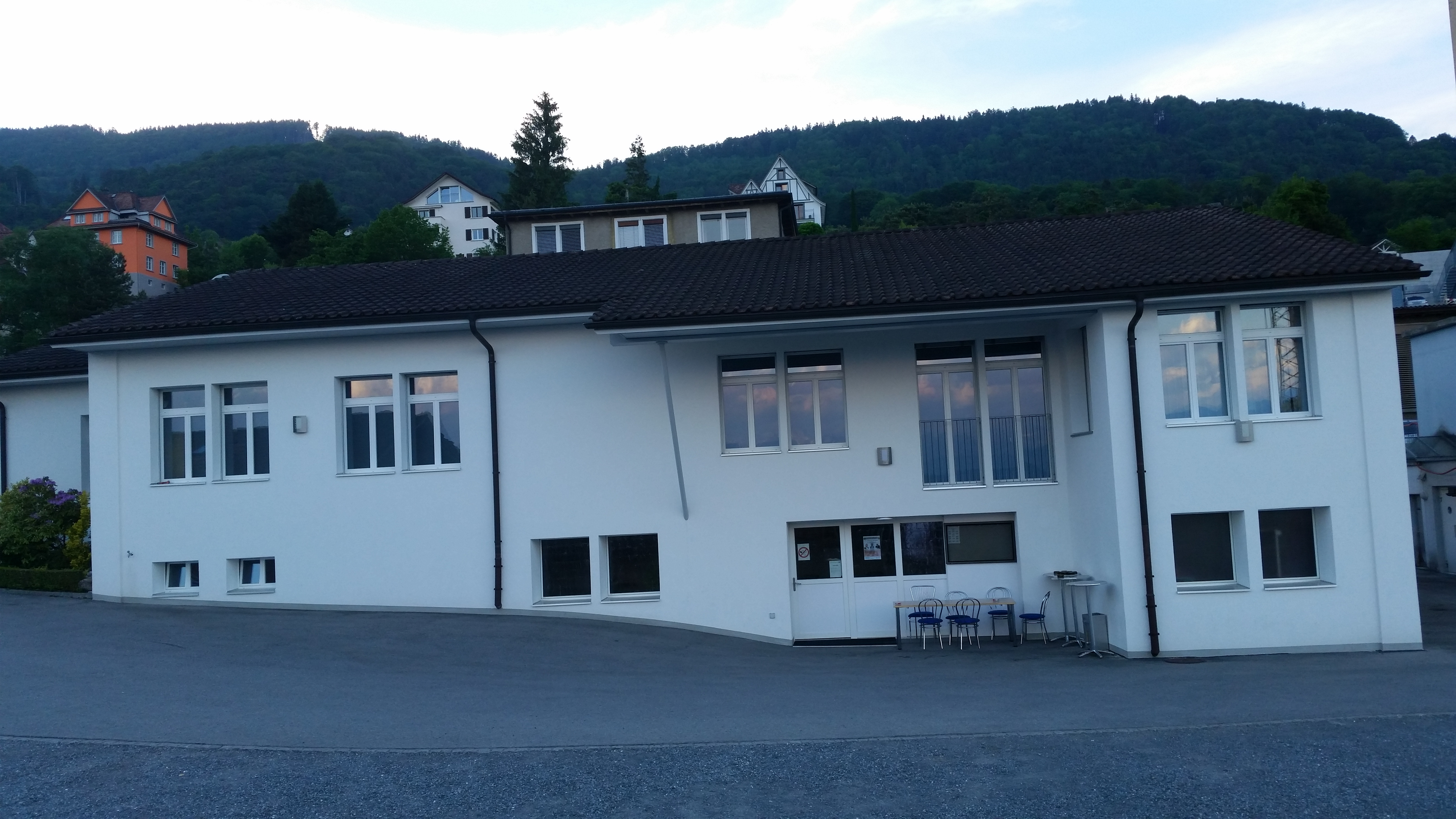
Die Moschee Al-Shems von vorne

Die Moschee Al-Shems (Al-Shems arab.: „Sonne“) ist die Moschee der Islamisch-Albanischen Gemeinschaft Al-Shems. Die Moschee wurde im Jahre 1990 in Kriessern im Kanton St. Gallen gegründet. Der Standort der Moschee wurde 1995 nach Rebstein verlegt. Im Jahr 2005 erfolgte der Umzug in das heutige Gebäude. Die Moschee gehört keinem Dachverband an.

## Geschichte
In der Zeit der Saisonniers kamen Arbeiter aus dem Jugoslawien in die Schweiz. Zumindest für den Monat Ramadan mieteten sie 1990 in Kriessern den Saal im ehemaligen Restaurant Adler. Zunächst hatten fünf Personen für die Miete und die Kosten des Imams aufzukommen, der aus Mazedonien oder Serbien anreiste. Bereits nach einem Jahr wuchs die Mitgliederzahl auf 100 Personen; es gab keinen fixen Mitgliedsbeitrag. Im Jahr 1992 gründete man die Islamisch-Albanischen Gemeinschaft Al-Shems.
1995 schliesslich machte die stetig wachsende Mitgliederzahl einen neuen Raum für die Moschee notwendig. Dieser – genau genommen ein Keller – fand sich in Rebstein, war jedoch grösser, und der Verein schloss mit dem 1. Januar 1996 einen Mietvertrag für die neue Moschee ab. Die Jahre im Keller waren geprägt von Spendensammlungen für den Kosovokrieg. So fanden nicht nur rituelle Feste und Anlässe statt, sondern auch nationalistische. Da die Mitgliederzahl weiter wuchs, regte Alivebi, der damalige Imam von Al-Shems und heutige Imam in der Ikre Moschee in Rorschach, zum Erwerb eines eigenen Objektes an. Die Mitglieder sagten der Vereinsleitung die finanziellen Mittel zu. Man  entschied sich für das Objekt an der Gewerbestrasse und sammelte Geld für den Umzug. Dieser verzögerte sich, da die Gemeinde zunächst keine Bewilligung zur Nutzungsänderung erteilte.

## Gerichtsverfahren um Baugenehmigung
Die politische Gemeinde Rebstein hatte 2003 keine Nutzungsänderung erteilt, da vor allem Nachbarn vehement gegen eine Moschee kämpften. So wurden beispielsweise Flugblätter verteilt mit der Aufschrift „Keine Moschee in rheintaler Wohnviertel“. Die Gemeinde Rebstein begründete die Nichterteilung der Nutzungsänderungs-Bewilligung damit, dass die geplante Nutzung nicht zonenkonform sei. Die Islamisch-Albanische Gemeinschaft legte 2004 beim St. Galler Baudepartement Rekurs ein. Nach längerer Debatte akzeptierte das Baudepartement den Rekurs. Die Gemeinde Rebstein reichte dann eine Beschwerde gegen die Entscheidung des Baudepartements beim Verwaltungsgericht des Kantonsgerichts St. Gallen ein. Das Gericht bewilligte die geplante Nutzungsänderung am 20. Juni 2005. Nach drei Jahren Verhandlung konnte der geplante Umzug stattfinden. Seit 2005 befindet sich die Islamisch-albanische Gesellschaft an der Gewerbestrasse 2 in Rebstein.

## Infrastruktur

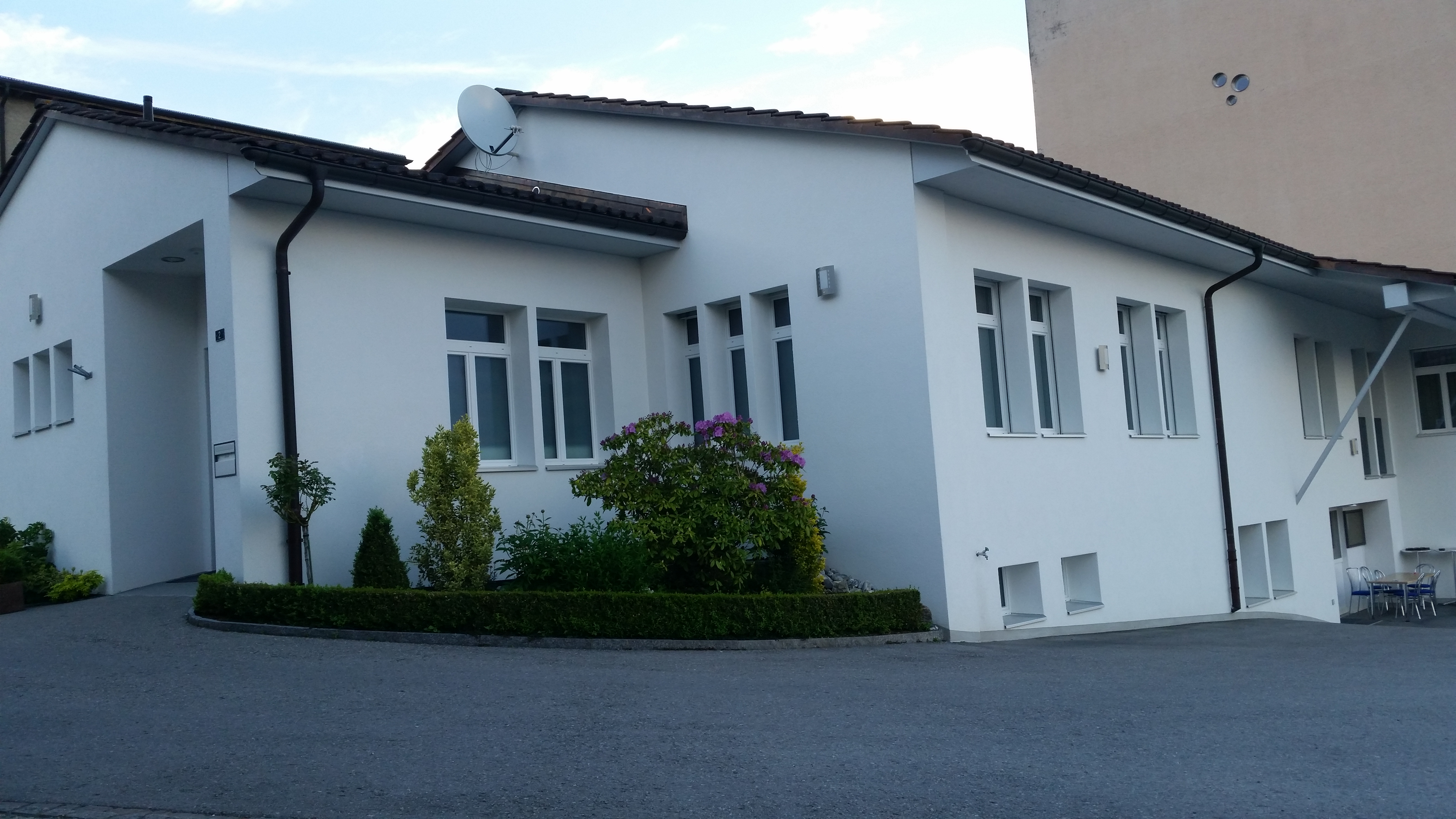
Haupteingang der Moschee

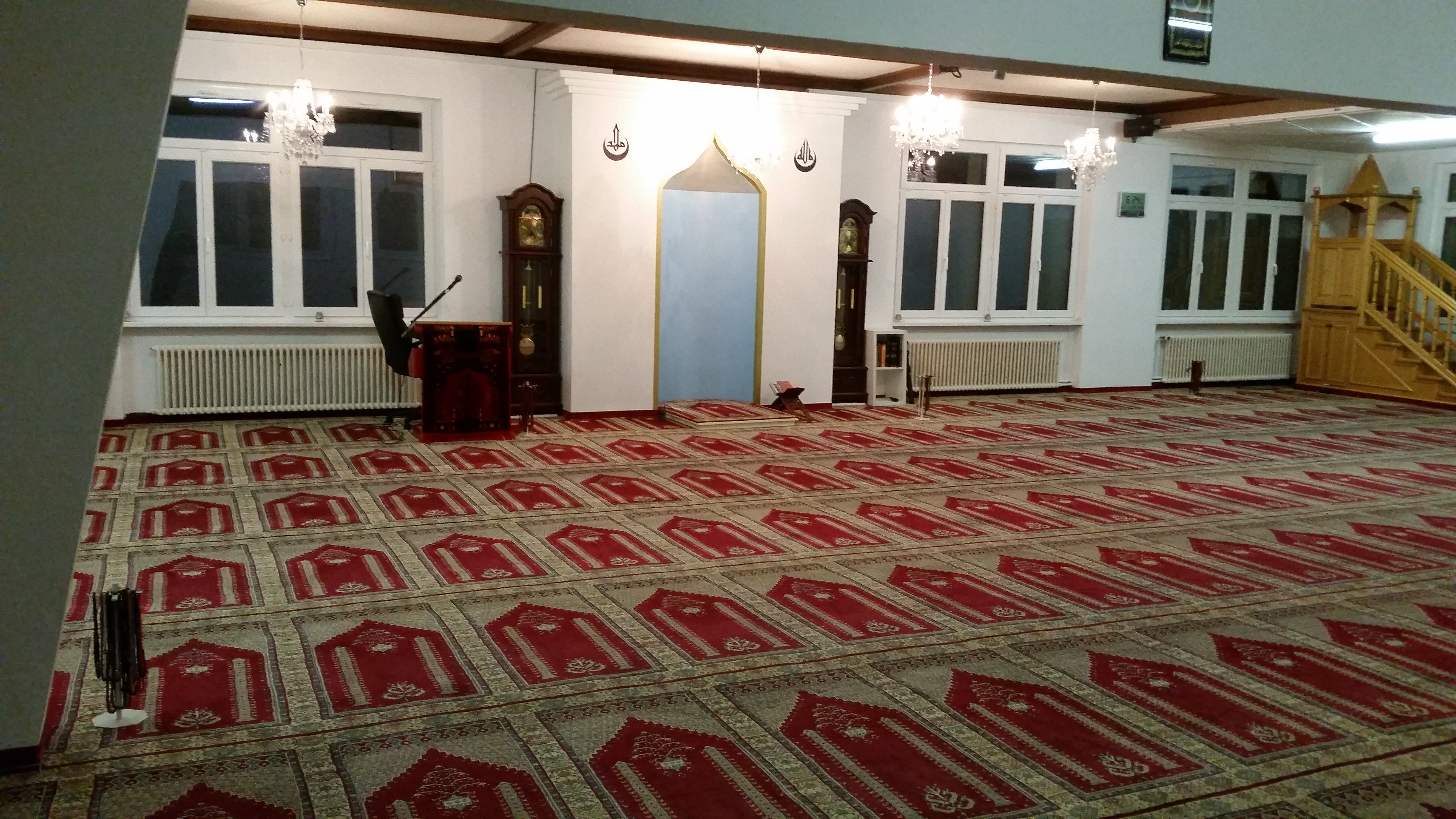
Der Gebetsraum

Von aussen ist die Moschee kaum als solche erkennbar. Lediglich eine Tafel am Eingang mit der Aufschrift „Bashkësia Islame Al-Shems / Islamische Gemeinschaft Al-Shems“ weist auf eine Moschee hin.
Das Gebäude besteht aus zwei Stockwerken. Im oberen Stockwerk befindet sich das wichtigste Element einer Moschee, der Gebetsraum. Er ist mit einem Teppich versehen und nimmt den grössten Platz des Stockwerks ein. In der Mitte des Gebetsraum befindet sich der Mihrab (Gebetsnische). Er stellt einerseits den Gebetsort des Imams dar, andererseits zeigt er die Qibla (Gebetsrichtung). Der Mihrab ist auch mit zwei Kalligraphien versehen, auf dem Mohammed und Allah zu lesen sind. Auf der rechten Seite des Mihrabs steht der Minbar (Kanzel). Er wird ausschliesslich für die Freitags- und Feiertagspredigt verwendet.
Ebenfalls befinden sich im oberen Stockwerk die Büroräume, eine Bibliothek, Toiletten und auch ein Waschraum für die Durchführung der rituellen Waschung. Im unteren Stockwerk befindet sich eine Cafeteria, zugleich Versammlungsort für Veranstaltungen ausserhalb der Gebetszeiten. Im ersten Stockwerk befindet sich zudem der Raum für den Islamunterricht, der auch als Gebetsraum der Frauen dient. Vor dem Gebäude gibt es Parkmöglichkeiten.

## Vereinsleben
Der Moscheeverein zählte 2015 rund 520 Mitglieder. Der aktuelle Vereinspräsident für die Amtsdauer 2014/2015 ist Nazim Demolli. Über 80 Schüler besuchen wöchentlich den Islamunterricht, der geleitet wird durch den Imam Enes Koshi. Die Moschee ist zu allen fünf Gebetszeiten offen. Zudem finden wöchentliche Predigten vom Imam statt, jeweils am Freitagabend und am Sonntag.
2012 wie auch 2015 wurde von der islamisch-albanischen Gemeinschaft Al-Shems ein «Tag der offenen Tür» in der Moschee organisiert.